# Nouvelle chanson taïwanaise
La nouvelle chanson taïwanaise est un genre de musique populaire taïwanaise. Le terme est d'abord utilisé pour décrire les chansons pop, traitant souvent de thèmes politiques ou de critiques sociales, qui suivent les bouleversements de 1989. Songs of Madness de Blacklist Studio est l'un des premiers et des plus importants albums de ce genre. Chen Ming-chang, Lim Giong et New Formosa Band sont d'autres groupes et musiciens importants dans ce domaine. Le label discographique Crystal Records a produit un grand nombre de ces musiciens. 